# Финли Појнт (Монтана)
Финли Појнт (енгл. Finley Point) насељено је место без административног статуса у америчкој савезној држави Монтана.

## Демографија
По попису из 2010. године број становника је 480, што је 13 (-2,6%) становника мање него 2000. године.
| Група             | 2000.       | 2010.       |
| Белци             | 397 (80,5%) | 385 (80,2%) |
| Афроамериканци    | 0 (0,0%)    | 2 (0,4%)    |
| Азијати           | 1 (0,2%)    | 0 (0,0%)    |
| Хиспаноамериканци | 6 (1,2%)    | 3 (0,6%)    |
| Укупно            | 493         | 480         |